# Ротсеј (Минесота)
Ротсеј (енгл. Rothsay) град је у америчкој савезној држави Минесота.

## Демографија
По попису из 2010. године број становника је 493, што је 4 (-0,8%) становника мање него 2000. године.
| Група             | 2000.       | 2010.       |
| Белци             | 485 (97,6%) | 486 (98,6%) |
| Афроамериканци    | 0 (0,0%)    | 0 (0,0%)    |
| Азијати           | 0 (0,0%)    | 2 (0,4%)    |
| Хиспаноамериканци | 5 (1,0%)    | 1 (0,2%)    |
| Укупно            | 497         | 493         |